# Villa Trevisanato
Villa Duodo, Trevisanato, Melichi, Zoppolato è una villa veneta sita a Mogliano Veneto, in provincia di Treviso.
Sorge circa 500 metri ad est del Terraglio, nei pressi della località Ronzinella. Un tempo dimora di campagna, è oggi inserita in un quartiere di recente costruzione, al termine di una larga strada che ne dà una panoramica.

## Storia
Costruita sul finire del Seicento, la villa fu di Tomaso Piasenti, forse il committente, e, dall'inizio del Settecento, di Beneto Quarti. Attorno al 1740 era di Giovanni Giacomo Hertz e quindi ereditata dai Ventura. Verso la fine del XVIII secolo fu acquistata dai patrizi Duodo ma già qualche decennio dopo veniva comprata da Giacomo Trevisanato, mercante veneziano. Ceduta, per una crisi finanziaria, ai Melichi, fu riacquistata dai Trevisanato e, nel 1946, divenne degli Zoppolato, gli attuali proprietari.
Nel novembre del 1917, essendo Mogliano sede del Comando della Terza Armata, la villa fu residenza del Duca d'Aosta.

## Descrizione
Si eleva su tre piani ed è a pianta quadrata. Interessante la balconata che sovrasta il portale d'ingresso, affiancato da due finestre; l'insieme è, insomma, piuttosto semplice, ma armonioso.

I diversi livelli sono collegati internamente da una scala di marmo e gli spazi di ogni piano sono organizzati in base ad un grande salone centrale a tre bracci. Molto sobri anche gli stucchi del pianterreno. Il piano nobile e il terzo piano sono pavimentati a terrazzo veneziano. Sia l'interno che l'esterno è intonacato a marmorino. Sul retro completano il complesso un ampliamento su due livelli, le due barchesse porticate e l'oratorio. Il tutto è incorniciato da un ampio parco, formato da un boschetto originale e da alcune risistemazioni ottocentesche di Antonio Caregaro Negrin, come alcuni specchi d'acqua alimentati da una deviazione della vicina fossa Storta.
Nel giardino sorge un grande Cedrus libani, la cui circonferenza è di 3,5 metri, per un'altezza di 25; è classificato nella lista dei circa 22.000 alberi monumentali italiani tutelati dalla guardia forestale e uno dei 16 dislocati in provincia di Treviso.